# Ổ trượt

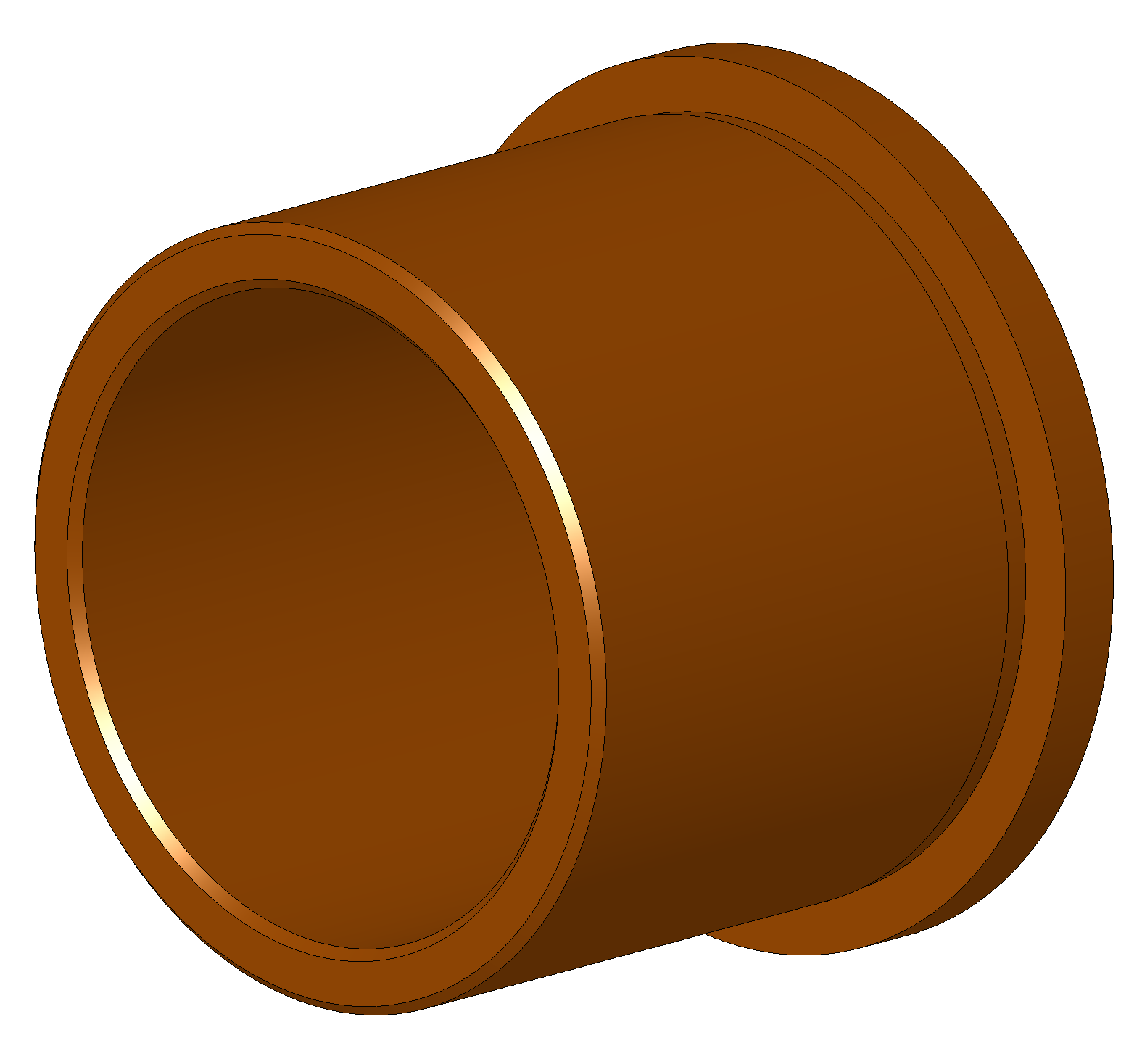
Ổ trượt

Ổ trượt (tiếng Anh: plain bearing) là một dạng ổ đỡ trục dùng ma sát trượt. Giữa ngõng trục và thành ổ là dầu ngăn cách tránh cho thành ổ tiếp xúc trực tiếp với ngõng trục.

## Cấu tạo
Ổ trượt chủ yếu gồm có thân ổ và lót ổ
- Thân ổ: là phần chịu lực, có thể chế tạo liền với khung máy hoặc chế tạo riêng.
- Lót ổ: Là phần tiếp xúc với ngõng trục, thường làm bằng kim loại màu đắt tiền và hiếm. Sau thời gian sử dụng ổ bị mòn, lót ổ được thay thế mới tránh ảnh hưởng đến thân ổ.

## Điều kiện sử dụng ổ trượt
Khi trục quay với vận tốc rất cao và khi trục khá lớn không dùng được ổ lăn vì khó tìm được ổ thỏa mãn nên phải dùng ổ trượt.
Trong các môi trường đặc biệt (trong nước, môi trường an mòn...) ổ lăn thường làm bằng kim loại nễn dễ bị mòn. Khi đó có thể chế tạo ổ trượt bằng gỗ, cao su... để phù hợp với môi trường.